# Podoviridae
Podoviridae è una famiglia di virus appartenenti all'ordine Caudovirales, nel gruppo I della Classificazione di Baltimore.

## Morfologia
Facendo parte dei Caudovirales è dotato di una "testa" e di una "coda". Il capside non è rivestito. La testa è a simmetria icosaedrica, misura circa 60 nm di diametro ed è composta da 72 capsomeri. La coda è elicoidale e, a differenza di altri batteriofagi caudati, è corta e non contrattile. Misura 17 nm di lunghezza per 6 nm di larghezza. È dotato di sei fibre subterminali alla coda.

## Genoma
Il genoma non è segmentato ed è costituito da un'unica molecola di DNA lineare a doppio filamento dotato di sequenze terminali ridondanti. Il contenuto guanina-citosina è di circa il 50%. L'intero genoma è lungo 40-42 kbp e costituisce circa la metà della massa dell'intero virus. Codifica per 55 geni corrispondenti a nove proteine strutturali del capside, una DNA polimerasi e vari enzimi.

## Replicazione
Il virus infetta i batteri dei phylum Proteobacteria e Firmicutes. La particella virale si attacca alla cellula bersaglio tramite le fibre della coda e attraverso questa infetta il genoma nel citoplasma dell'ospite. Il DNA rimane lineare e si integra nel genoma dell'ospite, causando la degenerazione dei suoi cromosomi. Vengono trascritte e tradotte le proteine "precoci" e inizia la replicazione del genoma, che avviene bidirezionalmente. Una volta che il genoma è replicato vengono sintetizzate le proteine "tardive", che costituiscono e assemblano il capside. I nuovi virioni sono rilasciati nell'ambiente esterno attraverso la lisi della cellula ospite.

## Tassonomia
I Podoviridae sono una delle tre famiglie dei Caudovirales, e sono divisi in due sottofamiglie e undici generi, sei dei quali non assegnati ad alcuna famiglia:
- Famiglia Podoviridae
  - Sottofamiglia Autographivirinae
    - Genere PhiKMV-like virus
    - Genere SP6-like virus
    - Genere T7-like virus

  - Sottofamiglia Picovirinae
    - Genere AHJD-like viruses
    - Genere Phi29-like viruses

  - Generi non in una sottofamiglia
    - Genere BPP-1-like viruses
    - Genere Epsilon15-like viruses
    - Genere LUZ24-like viruses
    - Genere N4-like viruses
    - Genere P22-like viruses
    - Genere Phieco32-like viruses